# Pentax K-3
«Пентакс-К-3» (яп. ペンタックスK-3, англ. Pentax K-3) — цифровой зеркальный фотоаппарат марки «Пентакс», созданный компанией «Рико». Первый в мире фотоаппарат с эмуляцией эффекта фильтра нижних частот при помощи перемещения светочувствительной матрицы. Впервые реализована технология дистанционного управления фотоаппаратом посредством специальной карты памяти. Ещё одной особенностью K-3 является запись видеороликов с разрешением до 4096 × 2160 из фотографий, сделанных методом интервальной съёмки.
Представлен 7 октября 2013 года и пришёл на смену двум близким моделям: K-5 II и K-5 IIs.
K-3 продолжает серию топовых фотоаппаратов марки с матрицей формата APS-C, предназначенных для фотографов-энтузиастов. От предыдущих моделей унаследованы погодозащищённый корпус из магниевого сплава с расширенным рабочим диапазоном температур, поддержка внешнего GPS-приёмника, встроенный нивелир и другие аппаратные и программные функции. При этом впервые в фотоаппаратах «Пентакс» применены 27-точечная система автофокусировки, 86-килопиксельная матрица для замера экспозиции, интерфейс USB 3.0, два разъёма для карт памяти.
Одновременно со стандартным вариантом с корпусом чёрного цвета представлена версия K-3 Limited Edition Silver серебристого цвета. С середины 2014 года предлагалась также версия Prestige Edition, отличающаяся тёмно-серым цветом и комплектацией. K-3 поступил в продажу в конце октября 2013 года, рекомендуемая стоимость фотоаппарата в США составляет 1300 долларов, батарейной ручки D-BG5 — 230 долларов. Модель в серебристом исполнении была выпущена тиражом 2000 экземпляров, стоимость вместе с серебристой батарейной ручкой составила на момент выхода 1600 долларов.
22 апреля 2015 года компания «Рико» представила преемника — K-3 II, продажи начались в мае. В конце 2015 года K-3 был снят с производства.

## Позиционирование
K-3 является очередной моделью в топовой линейке цифровых зеркальных фотоаппаратов «Пентакс» с форматом кадра APS-C, принеся с собой наиболее существенные изменения с момента появления K-7 в 2009 году. Предыдущая модель линейки, K-5 II (2012 год), получила довольно незначительные изменения по сравнению с более ранней K-5 (моделью 2010 года), поэтому выход нового фотоаппарата ожидался с большим нетерпением.

## Особенности модели

### Корпус и механика

#### Корпус
Корпус K-3 выполнен из магниевого сплава на шасси из нержавеющей стали и является погодозащищённым. Он отличается от корпуса моделей K-7, K-5 и K-5 II, но эти изменения незначительны: немного увеличились толщина и высота, примерно на 35 г выросла масса. Для K-3 разработана новая батарейная ручка — D-BG5.
Наиболее заметное изменение по сравнению с предыдущими моделями — «нарост» в левой части корпуса в том месте, где располагается гнездо наушников. Сменилась надпись под ЖК-дисплеем: вместо названия марки «PENTAX» («Пентакс») у K-3 фигурирует название компании-производителя — «RICOH» («Ри́ко»).

#### Органы управления

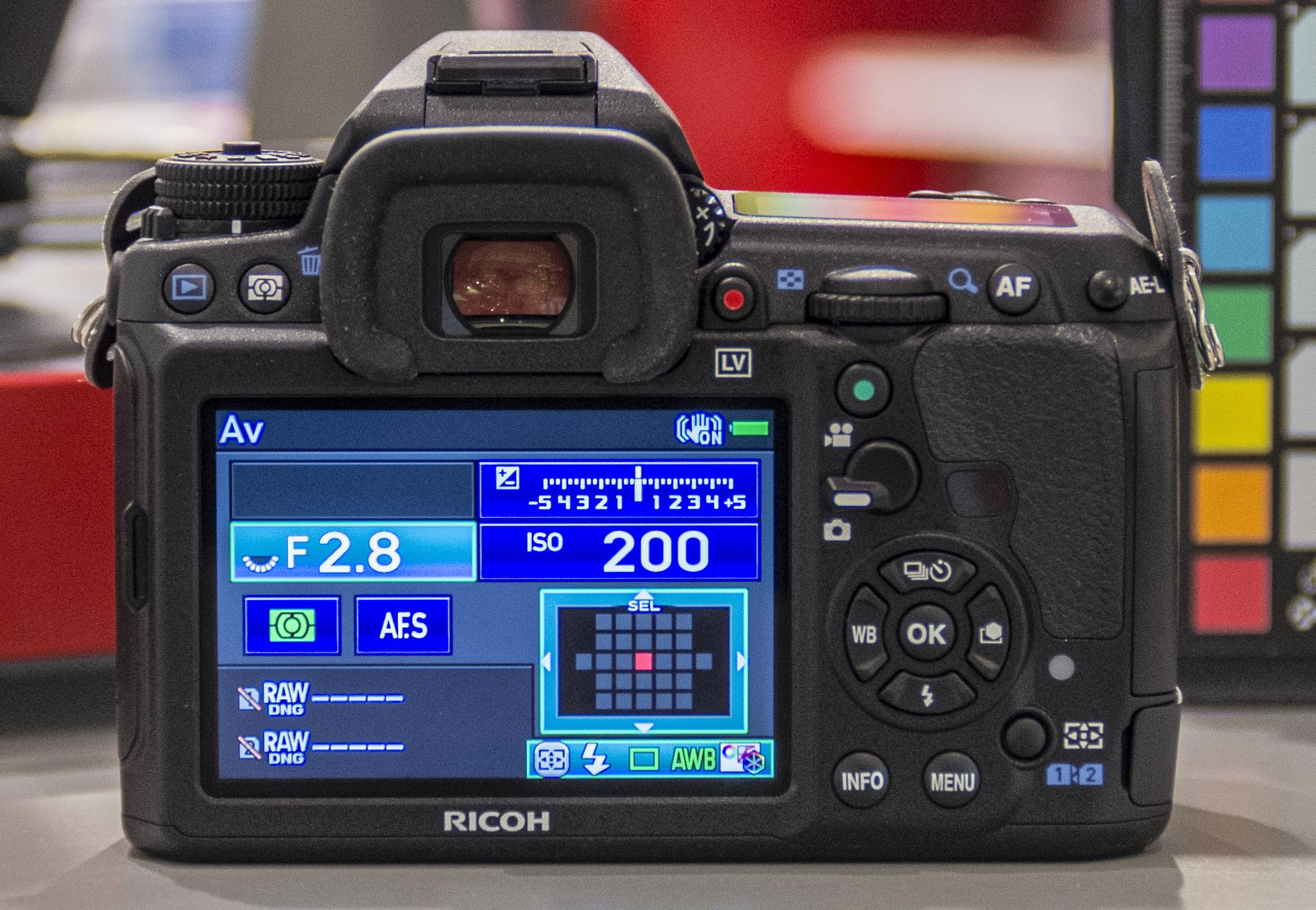
Вид сзади

Расположение органов управления традиционно для топ-моделей цифровых зеркальных «пентаксов». На верхней панели слева (с точки зрения фотографа) от видоискателя находится колесо выбора режима, справа — жидкокристаллический дисплей с основными параметрами съёмки, кнопка спуска с выключателем питания, основное колесо изменения настроек, а также кнопки установки чувствительности и экспокоррекции. Сзади располагается встроенный цветной ЖК-дисплей, вспомогательное колесо настроек и кнопки настроек, часть из которых являются также навигационными. Часть органов управления находится слева от байонета.
По сравнению с K-5 и K-5 II произошло довольно много изменений в органах управления, но они носят эволюционный характер.
Для более удобного переключения между режимами фото- и видеосъёмки появился специальный рычажок — ранее режим видео активировался с помощью кольца выбора режимов. Для записи видео выделена отдельная кнопка. Она же отвечает за включение-выключение просмотра в реальном времени, а её расположение исключает случайное нажатие, которое легко возможно на предыдущих моделях.
Появились отдельные кнопки выбора режима экспозамера (слева от видоискателя, совмещена с кнопкой удаления) и автофокусировки (слева от байонета). Блок из четырёх кнопок на задней панели, используемый для навигации, доработан: нажатие на две соседние кнопки расценивается как выбор промежуточного направления. Для удобства нажатия сразу на две кнопки края навигационных кнопок имеют выступы.
Ползунковый регулятор диоптрийной коррекции заменён на более удобный в виде колёсика. Колесо выбора режима по-прежнему оснащён блокировкой (для вращения нужно нажать и удерживать кнопку сверху), однако эта блокировка отключается рычажком, расположенном в основании.

#### Видоискатель
Фотоаппарат оснащён зеркальным видоискателем с несъёмной пентапризмой, который охватывает 100 % кадра и имеет увеличение 0,95 — это чуть больше, чем у предыдущих моделей (0,92). Фокусировочный экран съёмный, фотоаппарат поставляется с матовым экраном Natural-Bright-Matte III.

#### Затвор
Новый затвор обладает ресурсом в 200.000 срабатываний, что вдвое больше, чем у предыдущей модели. Максимальная скорость съёмки составляет 8,3 кадра в секунду, в то время как у K-5 и K-5 II она составляла 6 и 7 кадров в секунду.
Затвор электронно-управляемый, с вертикальным движением шторок. Минимальная выдержка — 1/8000 с, минимальная выдержка синхронизации со вспышкой — 1/180 с.

### Электроника

#### ЖК-дисплей
Размер дисплея, расположенного на задней панели, увеличился по сравнению с предыдущими моделями: его диагональ составляет 3,2 дюйма (8,1 см) вместо 3,0 дюйма (7,6 см). Пропорции — 3:2 вместо 4:3 у предшественников; это позволяет полностью использовать площадь экрана при просмотре фотографий или во время предпросмотра.
Разрешение дисплея составляет 1,037 млн пикселей. Как и у экрана K-5 II, защитное стекло прилегает вплотную к матрице, что позволяет достичь большего контраста.
Возможна настройка яркости, насыщенности и цвета изображения на экране.

## Конкуренты
Наиболее близкими по характеристикам конкурентами «Пентакса-К-3» являются:
- Nikon D7100 (2013);
- Sony SLT-A77 (2011) и Sony SLT-A77 II (2014);
- Canon EOS 7D (2009).

Поскольку Canon EOS 7D является довольно старой моделью — он был выпущен ещё до Pentax K-5, — в качестве конкурента может также рассматриваться Canon EOS 70D. Однако этот фотоаппарат не обладает металлическим корпусом и видоискателем со 100-процентным охватом кадра.

## Известные проблемы с фотоаппаратом
Отдельные экземпляры при определённых условиях начинают поднимать и опускать зеркало с максимальной скоростью.
Проблема иногда решается обновлением программного обеспечения фотоаппарата до версии 1.11 и старше.

## Pentax K-3 Prestige Edition
24 июля 2014 года анонсирован выпуск ограниченной партии фотоаппаратов K-3 в специальном исполнении Prestige Edition. Выпуск этой серии призван отметить многочисленные награды, которые получил K-3. Фотоаппараты в этом исполнении отличаются тёмно-серым цветом (англ. gunmetal gray) и шейным ремнём чёрного цвета из натуральной кожи. В комплект входит батарейная ручка D-BG5 того же тёмно-серого цвета.
Всего будет выпущено 2000 экземпляров.
Объявленная стоимость составляет 1400 долларов США, стоимость обычного K-3 с батарейной ручкой на момент анонса была 1200 долларов. Начало продаж намечено на август 2014 года.

## Микропрограмма
Микропрограмма может быть обновлена пользователем самостоятельно с использованием персональных компьютеров под управлением Mac OS и Microsoft Windows. Первоначальная версия — 1.00, актуальная — 1.43, выпущенная 09 июня 2021 года.

## Награды
«Пентакс-К-3» стал лауреатом премии TIPA (Technical Image Press Association) в номинации «лучший цифровой зеркальный фотоаппарат для специалистов» (Best Digital SLR Expert, 2014).
По результатам опроса интернет-издания «DPReview» К-3 признан лучшим зеркальным фотоаппаратом 2013 года (Readers’ Choice Award: Best DSLR / SLT of 2013).